# Wereldkampioenschap halve marathon 2010
Het wereldkampioenschap halve marathon 2010 vond plaats op 16 oktober 2010. Het was de achtste keer dat de IAAF een wedstrijd organiseerde met als inzet de wereldtitel op de halve marathon. De wedstrijd vond plaats in de Chinese stad Nanning.
In totaal namen 123 atleten uit 30 landen deel. Voor zowel de mannen als de vrouwen werd naast een individueel klassement ook een teamklassement samengesteld. De klassering van een land werd berekend aan de hand van de totaaltijd van de drie snelste lopers van dit land.

## Prijzengeld
De IAAF stelde 122.500 dollar prijzengeld beschikbaar hetgeen gestaffeld werd uitgeloofd aan de eerste zes atleten, atletes en teams.
| Rang | Individueel | Team     |
| ---- | ----------- | -------- |
| 1    | $ 30.000    | $ 15.000 |
| 2    | $ 15.000    | $ 12.000 |
| 3    | $ 10.000    | $ 9000   |
| 4    | $ 7000      | $ 7500   |
| 5    | $ 5000      | $ 6000   |
| 6    | $ 3000      | $ 3000   |

## Uitslagen

### Mannen

#### Individueel
| Rang   | Atleet                | Land | Tijd    | Opmerkingen |
| ------ | --------------------- | ---- | ------- | ----------- |
| Goud   | Wilson Kiprop         | KEN  | 1:00.07 |             |
| Zilver | Zersenay Tadese       | ERI  | 1:00.11 |             |
| Brons  | Sammy Kitwara         | KEN  | 1:00.22 |             |
| 4      | Silas Kipruto         | KEN  | 1:01.03 |             |
| 5      | Samuel Tsegay         | ERI  | 1:01.13 | SB          |
| 6      | Titus Masai           | KEN  | 1:01.24 |             |
| 7      | Lelisa Desisa         | ETH  | 1:01.28 |             |
| 8      | Birhanu Bekele        | ETH  | 1:01.28 | PB          |
| 9      | Tomoya Onishi         | JPN  | 1:01.31 | PB          |
| 10     | Moses Mosop           | KEN  | 1:01.31 |             |
| 11     | Tewelde Estifanos     | ERI  | 1:01.40 | PB          |
| 12     | Tsuyoshi Ugachi       | JPN  | 1:01.49 | PB          |
| 13     | Amanuel Mesel         | ERI  | 1:02.07 | PB          |
| 14     | Abrha Adhanom         | ERI  | 1:02.13 | PB          |
| 15     | Asefa Mengstu         | ETH  | 1:02.30 | PB          |
| 16     | Lungisa Mdedelwa      | RSA  | 1:02.58 |             |
| 17     | Damião de Souza       | BRA  | 1:03.07 | PB          |
| 18     | Samuel Segoaba        | RSA  | 1:03.09 |             |
| 19     | Sean Quigley          | USA  | 1:03.23 | PB          |
| 20     | Ruben Iindongo        | FRA  | 1:03.26 |             |
| 21     | Masato Imai           | JPN  | 1:03.28 | SB          |
| 22     | Wissem Hosni          | TUN  | 1:03.30 | PB          |
| 23     | Antonio Vega          | USA  | 1:03.37 |             |
| 24     | Moorosi Soke          | RSA  | 1:03.46 |             |
| 25     | Rachid Nadij          | ESP  | 1:03.47 | PB          |
| 26     | Zolani Ntongana       | RSA  | 1:03.49 |             |
| 27     | Ali Aboosh            | ETH  | 1:04.26 | PB          |
| 28     | Abuna Junid           | ETH  | 1:04.36 | PB          |
| 29     | John Cusi             | PER  | 1:04.43 |             |
| 30     | Djamel Bachiri        | FRA  | 1:04.49 |             |
| 31     | Osamu Ibata           | JPN  | 1:04.49 |             |
| 32     | Yang Dinghong         | CHN  | 1:04.50 |             |
| 33     | Driss El Himer        | FRA  | 1:04.52 |             |
| 34     | José Ríos             | ESP  | 1:04.53 |             |
| 35     | Jaime Caldua          | PER  | 1:05.00 |             |
| 36     | Luketz Swartbooi      | NAM  | 1:05.27 |             |
| 37     | Constantino León      | PER  | 1:05.29 |             |
| 38     | Sergio Pedraza        | MEX  | 1:05.30 | SB          |
| 39     | Andrew Carlson        | USA  | 1:05.38 | SB          |
| 40     | Giovane dos Santos    | BRA  | 1:05.41 |             |
| 41     | His Youssouf          | DJI  | 1:05.45 | PB          |
| 42     | Mande Ilunga          | COD  | 1:06.14 | PB          |
| 43     | Yohan Durand          | FRA  | 1:06.29 |             |
| 44     | Clinton Perrett       | AUS  | 1:06.47 | SB          |
| 45     | Boiphemelo Selagaboy  | BOT  | 1:07.12 | PB          |
| 46     | Li Fei                | CHN  | 1:07.13 | PB          |
| 47     | Kelebonye Simbowa     | BOT  | 1:07.19 | PB          |
| 48     | Raúl Pacheco          | PER  | 1:07.22 |             |
| 49     | Pedro Santos          | ESP  | 1:07.24 |             |
| 50     | Sibusiso Nzima        | RSA  | 1:07.26 |             |
| 51     | Ndabili Bashingili    | BOT  | 1:07.28 | SB          |
| 52     | Hassan El Ahmadi      | FRA  | 1:07.50 | SB          |
| 53     | Ramoseka Raobine      | BOT  | 1:08.16 | PB          |
| 54     | Kaelo Mosalagae       | BOT  | 1:08.25 | SB          |
| 55     | Gao Laiyuan           | CHN  | 1:08.55 |             |
| 56     | Ben Bruce             | USA  | 1:09.26 | PB          |
| 57     | Goumaneh Omar Doualeh | DJI  | 1:09.41 | PB          |
| 58     | Stephen Shay          | USA  | 1:10.12 |             |
| 59     | Eisa Hassan Marzouk   | EGY  | 1:10.26 | PB          |
| 60     | Cristinel Irimia      | ROU  | 1:11.09 |             |
| 61     | Joaquim Chamane       | ANG  | 1:11.43 | SB          |
| 62     | Erick Pérez           | MEX  | 1:11.52 |             |
| 63     | Shaban Mustafa        | BUL  | 1:11.59 |             |
| 64     | Aleksandr Moh         | KGZ  | 1:13.10 | PB          |
| 65     | Akihiko Tsumurai      | JPN  | 1:13.28 |             |
| 66     | Mihail Krassilov      | KAZ  | 1:15.11 | PB          |
| 67     | Pasang Pasang         | BHU  | 1:16.43 | NR          |
| 68     | Chan Chan Kit         | MAC  | 1:18.07 | SB          |

#### Team
| Rang | Team                                                                | Tijd                            |
| ---- | ------------------------------------------------------------------- | ------------------------------- |
| 1    | KEN Wilson Kiprop (1e) Sammy Kitwara (3e) Silas Kipruto (4e)        | 3:01.32 1:00.07 1:00.22 1:01.03 |
| 2    | ERI Zersenay Tadese (2e) Samuel Tsegay (5e) Tewelde Estifanos (11e) | 3:03.04 1:00.11 1:01.13 1:01.40 |
| 3    | ETH Lelisa Desisa (7e) Birhanu Bekele (8e) Asefa Mengstu (15e)      | 3:05.26 1:01.28 1:02.30         |

In totaal namen 11 mannenteams deel.

### Vrouwen

#### Individueel
| Rang   | Atlete                     | Land | Tijd    | Opmerkingen |
| ------ | -------------------------- | ---- | ------- | ----------- |
| Goud   | Florence Kiplagat          | KEN  | 1:08.24 |             |
| Zilver | Dire Tune                  | ETH  | 1:08.34 |             |
| Brons  | Peninah Arusei             | KEN  | 1:09.05 |             |
| 4      | Feyse Tadese               | ETH  | 1:09.28 | PB          |
| 5      | Joyce Chepkirui            | KEN  | 1:09.30 | PB          |
| 6      | Meseret Mengistu           | ETH  | 1:09.31 | PB          |
| 7      | Fate Tola                  | ETH  | 1:09.38 | PB          |
| 8      | Zhu Xiaolin                | CHN  | 1:11.01 |             |
| 9      | Yoshimi Ozaki              | JPN  | 1:11.02 |             |
| 10     | Ryoko Kizaki               | JPN  | 1:11.03 |             |
| 11     | Sarah Chepchirchir         | KEN  | 1:11.03 |             |
| 12     | Nicole Chapple             | AUS  | 1:11.25 |             |
| 13     | Azusa Nojiri               | JPN  | 1:11.35 |             |
| 14     | Abebech Afework            | ETH  | 1:11.38 |             |
| 15     | Hiroko Miyauchi            | JPN  | 1:11.40 |             |
| 16     | Helalia Johannes           | NAM  | 1:11.57 | SB          |
| 17     | Karolina Jarzyńska         | POL  | 1:12.36 |             |
| 18     | Claire Hallissey           | GBR  | 1:13.07 |             |
| 19     | Stephanie Rothstein        | USA  | 1:13.37 | SB          |
| 20     | Eden Tesfalem              | ERI  | 1:13.41 | PB          |
| 21     | Gladys Tejeda              | PER  | 1:13.46 | PB          |
| 22     | Marisol Romero             | MEX  | 1:14.13 | PB          |
| 23     | Karina Pérez               | MEX  | 1:14.20 | SB          |
| 24     | Jessica Trengove           | AUS  | 1:14.21 |             |
| 25     | Adriana Aparecida da Silva | BRA  | 1:14.24 |             |
| 26     | Benita Willis              | AUS  | 1:14.28 |             |
| 27     | Sueli Silva                | BRA  | 1:14.31 |             |
| 28     | Jimena Misayauri           | PER  | 1:14.31 |             |
| 29     | Noriko Higuchi             | JPN  | 1:14.56 |             |
| 30     | Fabiana Cristine da Silva  | BRA  | 1:15.10 |             |
| 31     | Louisa Leballo             | RSA  | 1:15.11 |             |
| 32     | Karine Pasquier            | FRA  | 1:15.19 |             |
| 33     | Paula Todorán              | ROU  | 1:15.29 |             |
| 34     | María Azucena Díaz         | ESP  | 1:15.38 |             |
| 35     | Hao Xiaofan                | CHN  | 1:16.03 |             |
| 36     | Samia Akbar                | USA  | 1:16.15 |             |
| 37     | Zintle Xiniwe              | RSA  | 1:16.21 |             |
| 38     | Loretta Kilmer             | USA  | 1:16.32 |             |
| 39     | Kristen Zaitz              | USA  | 1:16.51 |             |
| 40     | Julia Rivera               | PER  | 1:17.43 |             |
| 41     | Heidi Westover/Westerling  | USA  | 1:18.06 |             |
| 42     | Cassie Fien                | AUS  | 1:18.59 |             |
| 43     | Mpho Mabuza                | RSA  | 1:19.24 |             |
| 44     | Ding Changqin              | CHN  | 1:20.01 |             |
| 45     | Amira Ben Amor             | TUN  | 1:20.19 |             |
| 46     | Silvia Danekova            | BUL  | 1:21.21 |             |
| 47     | Paula Apolonio             | MEX  | 1:23.01 |             |
| 48     | Luz Eliana Silva           | CHI  | 1:23.25 |             |
| 49     | Irvette van Blerk          | RSA  | 1:24.52 |             |
| 50     | Thozama April              | RSA  | 1:26.48 |             |
| 51     | Ho Pui Yan                 | MAC  | 1:42.13 |             |
| —      | Melinda Vernon             | AUS  | DNF     |             |
| —      | Emily Tallen               | CAN  | DNF     |             |
| —      | Patricia Laubertie         | FRA  | DNF     |             |
| —      | Eunice Kales               | KEN  | DNF     |             |

#### Team
| Rang | Team                                                                | Tijd                            |
| ---- | ------------------------------------------------------------------- | ------------------------------- |
| 1    | KEN Florence Kiplagat (1e) Peninah Arusei (3e) Joyce Chepkirui (5e) | 3:26.59 1:08.24 1:09.05 1:09.30 |
| 2    | ETH Dire Tune (2e) Feyse Tadese (4e) Meseret Mengistu (6e)          | 3:27.33 1:08.34 1:09.28 1:09.31 |
| 3    | JPN Yoshimi Ozaki (9e) Ryōko Kizaki (10e) Azusa Nojiri (13e)        | 3:33.40 1:11.02 1:11.03 1:11.35 |

In totaal namen tien vrouwenteams deel.

## Afkortingen
- DNF = Niet gefinisht
- NR = Nationaal record
- SB = Beste seizoensprestatie
- PB = Persoonlijk record

1992 · 
1993 · 
1994 · 
1995 · 
1996 · 
1997 · 
1998 · 
1999 · 
2000 · 
2001 · 
2002 · 
2003 · 
2004 · 
2005 · 
2006 · 
2007 · 
2008 · 
2009 · 
2010 ·
2012 ·
2014 ·
2016 ·
2018